# Avrillé (Vendée)
Avrillé je francouzská obec v departementu Vendée v Pays de la Loire.